# Monte Ragang
Monte Ragang también llamado monte Piapayungan y monte azul por la población local, es un estrato volcán en la isla de Mindanao en las Filipinas. Se trata de la séptima montaña más alta en las Filipinas.
El monte Ragang se encuentra en el límite de las provincias de Lanao del Sur y Cotabato, en la Región Autónoma Musulmana de Mindanao.
El Ragang tiene una elevación de 2.815 metros  y un diámetro de base de 32 km .